# Maximiliane Michael
Maximiliane Löschner (geboren am 23. Juni 1951 in Balingen als Maximiliane Michael) ist eine ehemalige deutsche Wasserspringerin.

## Sportliche Laufbahn
Maximiliane Michael war 1969, 1971 und 1972 Deutsche Meisterin im Turmspringen. Sie startete 1969 beim Europacup in Bozen und erreichte bei den Olympischen Sommerspielen 1972 in München einen 15. Platz.

## Berufliche Karriere
Sie ist Lehrerin für Mathematik und Sport.